# Pontuszi nőszőfű
A pontuszi nőszőfű (Epipactis pontica) a kosborfélék családjába tartozó, Magyarországon védett növényfaj. 

## Megjelenése
A pontuszi nőszőfű 13-23 (ritkán 40) cm magas, lágyszárú, évelő növény. Szárán 4-5 hosszúkás-lándzsás lomblevél található, amelyek hossza 2,5 cm, szélessége 0,7-1,5 cm. 
Július-augusztusban virít. A virágzatot nagyjából egy irányba néző, laza fürtbe rendeződő 5-15 kissé bókoló, zöldes virág alkotja. A mézajak jóval rövidebb a zöldesfehér lepelleveleknél (szirmoknál); belső része (hypochil) széles, öblös csésze alakú, belül barnás vagy olívzöldes. A mesochil széles, az epichil (a mézajak külső része) lekerekített, zöldesfehér vagy zöldessárga (nagyon ritkán rózsaszínes); szélessége 3-4,2 mm, hossza 2,5-3 mm.         
Termése toktermés, amelyben átlag 2650 (1500-3400) apró, 1 mm-es mag fejlődik.     

## Elterjedése
A Fekete-tenger törökországi partvidékén (a Pontuszi-hegységben) és Grúziában, a Balkánon (Délnyugat-Bulgária és Északkelet-Görögország), valamint Közép-Európában (Csehország, Szlovákia, Magyarország, Ausztria, Horvátország, Szlovénia, Északkelet-Olaszország) honos. Magyarországon hegy- és dombvidéki faj, az Északi-középhegységben, a Dunántúli-középhegységben, a Zalai-dombságon és a Kőszegi-hegységben található meg.     

## Életmódja
Gyér aljnövényzetű bükkösökben, gyertyános-tölgyesekben él. Árnyéktűrő, de félárnyákban jobban fejlődik. Élőhelyein a talaj kémhatását pH 5,1-7,5 közöttinek mérték.   
Hajtásai júniusban jelennek meg. Július második felétől augusztusig közepéig virágzik. A virágok önmegporzók, esetenként kleisztogámok (ki sem nyílva porozzák be magukat). Általában nem nyílnak szélesre és a virágzatban egyszerre csak 5-6 virág van nyitva. Nagy részük (egy mérés szerint 68%) megtermékenyül. A magok szeptemberre érnek be. Ausztriában megfigyelték a vörösbarna nőszőfűvel alkotott hibridjét. 
A többi kosborféléhez hasonlóan gombafajokkal alkot gyökérkapcsoltságot (mikorrhizát). Gombapartnere nem azonosított; a gyökérszőreinek kb. 15%-ában van jelen és ott a sejtek 13-15%-a érintett.   

## Természetvédelmi helyzete
Magyarországon 46 állományát mérték fel, teljes egyedszáma néhány ezer lehet. 2001 óta védett, természetvédelmi értéke 10 000 Ft.